# Vivian Rydberg
Astrid Gerda Vivian Rydberg, gift Taylor, född 17 mars 1920 i Malmö, död 1 januari 2011 i Malmö, var en svensk skådespelerska.
Vivian Rydberg medverkade i filmen Gröna hissen och utnämndes till Miss China 1944.
Hon var dotter till skribenten och ingenjören Helge Rydberg och Gurli Nordstrandh. Hon var från 1945 gift med karriärkonsuln Ron Taylor (1918–2004) från Storbritannien och är begravd på Fosie kyrkogård tillsammans med honom. Makarna hade tre barn och ett av barnbarnen är tv-kocken Tareq Taylor.

## Filmografi
- 1944 – Gröna hissen